# Chữ Kirin
Chữ Kirin, chữ Cyril (/sɪˈrɪlɪk/ sih-RIL-ik)(Кири́л) hay là chữ Slav (Slavonic hoặc Slavic) là một hệ thống chữ viết sử dụng cho nhiều ngôn ngữ khác nhau ở lục địa Á-Âu và được dùng như chữ quốc ngữ ở nhiều quốc gia sử dụng hệ ngôn ngữ Slav, Turk, Mông Cổ, Ural và Iran tại Đông Nam Âu, Đông Âu, Kavkaz, Trung Á, Bắc Á và Đông Á. Đây là một trong những hệ thống chữ viết cổ nhất và phổ biến nhất thế giới bên cạnh Chữ Latinh, Chữ Hán, Chữ Ả Rập và Chữ Devanagari.
Vào thế kỷ 9, theo đường lối văn hóa và chính trị của cha mình là Bogoris, Sa hoàng Simeon I Đại đế của Bulgaria đã đưa vào vận hành một hệ thống chữ viết mới là Bảng chữ cái Kirin cổ. Bộ chữ viết này từng được phát triển tại Trường văn học Preslav ở Đế chế Bungari thứ nhất. Việc đưa vào sử dụng bảng chữ cái này sẽ thay thế hệ thống chữ viết Glagolit, được sáng tạo bởi Thánh Cyril và Methodius cùng các môn đồ đã tạo ra chữ viết Slav mới ở Bulgaria. Việc sử dụng hệ thống chữ Kirin ở Bulgaria được chính thức hóa vào năm 893. Chữ viết mới đã trở thành nền tảng của các bảng chữ cái được sử dụng trong nhiều ngôn ngữ khác nhau, đặc biệt là các bảng chữ cái có nguồn gốc Slavic Chính thống, và các ngôn ngữ phi Slav bị ảnh hưởng bởi Tiếng Bungari. Trong nhiều thế kỷ, người Slav Công giáo và Hồi giáo cũng sử dụng chữ Kirin (xem Kirin của Bosnia). Tính đến  năm 2019, khoảng 250 triệu người ở Âu-Á sử dụng chữ Kirin làm bảng chữ cái chính thức cho quốc ngữ của họ, và Nga chiếm khoảng một nửa trong số đó. Với việc Bulgaria gia nhập Liên minh Châu Âu vào ngày 1 tháng 1 năm 2007, Kirin trở thành chữ viết chính thức thứ ba của Liên minh Châu Âu, sau chữ Latinh và Hy Lạp.
Kirin có nguồn gốc từ hệ thống chữ viết không có chữ số của Hy Lạp, được gia tố thêm các chữ cái trong bảng chữ cái cổ hơn là Glagolitic, bao gồm một số chữ ghép. Những chữ cái bổ sung này không xuất hiện trong tiếng Hy Lạp và được sử dụng cho tiếng Slav Giáo hội cổ. Chữ viết được đặt tên để vinh danh Thánh Kyrillô, một trong hai anh em Thánh Kyrillô và Mêthôđiô nhà Byzantine, người đã tạo ra bảng chữ cái Glagolit. Đến nay, chưa có bằng chứng nào xác định được bảng chữ cái do ai tạo ra và được tạo ra khi nào. Tuy nhiên, nhiều học giả hiện đại tin rằng chữ Kirin được phát triển và chính thức hóa bởi các môn đệ đầu tiên của Kyrillô và Mêthôđiô trong Trường Văn học Preslav, trung tâm văn học và văn hóa sơ khai quan trọng nhất của Đế chế Bulgaria đầu tiên và của tất cả người Slav. Không giống như những người thuộc Giáo hội ở Ohrid, các học giả Preslav phụ thuộc vào các mô hình Hy Lạp nhiều hơn và nhanh chóng từ bỏ các chữ viết Glagolitic để chuyển sang một chữ viết mới có tính thích nghi cao hơn với nhu cầu của tiếng Slav, ngày nay được gọi là bảng chữ cái Kirin.
Nhiều bản khắc chữ Kirin được tìm thấy ở khu vực Preslav, trong chính thành phố thời trung cổ và tại Tu viện Patleina gần đó (bao gồm cả ở tỉnh Shumen ngày nay, trong Tu viện Ravna và Tu viện Varna). Những bản khắc sớm nhất có niên đại từ thế kỷ thứ 10, một trong số đó là bia mộ của cha mẹ Sa hoàng Samuel tại làng German thuộc Bắc Macedonia. Ngoài ra, một trong những tài liệu sớm nhất về chữ Kirin là một dòng chữ song ngữ (Slav và Hy Lạp) trên một đồ gá bằng gốm có niên đại năm 931.
Vào đầu thế kỷ 18, Peter Đại đế đã thực hiện cuộc cải cách mạnh mẽ đối với hệ thống chữ viết Kirin sử dụng ở Nga sau khi Đại Phái bộ Sứ thần của ông trở về từ Tây Âu. Các mẫu tự mới trở nên gần gũi hơn với các dạng chữ cái trong bảng chữ cái Latinh; một số chữ cái cổ đã bị bãi bỏ và một số chữ cái do chính Peter thiết kế. Các chữ cái bắt đầu có sự phân biệt giữa chữ hoa và chữ thường. Văn hóa kiểu chữ Tây Âu cũng được chấp nhận. Các mẫu tự trước khi cải cách được gọi là 'Полуустав' đã được lưu giữ để sử dụng trong tiếng Slav Giáo hội và đôi khi được sử dụng để viết tiếng Nga ngay cả ngày nay, đặc biệt nếu người ta muốn tạo cho văn bản một cảm giác 'slavic' hoặc 'cổ xưa'.

## Mẫu tự

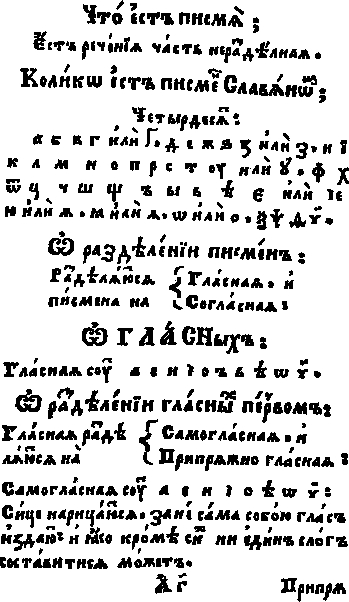
Một trang từ Giáo trình Ngữ pháp Slavonic của Meletius Smotrytsky (1619)

Chữ Kirin dần du nhập vào khắp Đông Slav và một số vùng lãnh thổ Nam Slav, được dùng làm chữ viết cho các thứ tiếng địa phương, chẳng hạn như Tiếng Slav Đông cổ. Từ đó, một số bảng chữ cái Kirin hình thành:
| А | Б | В | Г | Д | Е | Ж | Ꙃ  | Ꙁ | И | І | К | Л | М | Н | О | П | Р | С | Т | ОУ | Ф |
| Х | Ѡ | Ц | Ч | Ш | Щ | Ъ | ЪІ | Ь | Ѣ | Ꙗ | Ѥ | Ю | Ѫ | Ѭ | Ѧ | Ѩ | Ѯ | Ѱ | Ѳ | Ѵ  | Ҁ |

Trong các thủ bản xưa, người ta không phân biệt giữa chữ hoa và chữ thường. Yeri (Ы) ban đầu là hợp tự của Yer và I: (Ъ + І = Ы). Các hợp tự kết hợp với chữ cái І sẽ tạo ra âm nhẹ: Ꙗ (không phải tiền thân của Ya và Я hiện đại; hai chữ này bắt nguồn từ Ѧ), Ѥ, Ю (hợp tự của І và ОУ), Ѩ, Ѭ. Đôi khi,  người ta dùng nhiều chữ cái khác nhau để thay thế cho nhau, ví dụ như И = І = Ї, các biến thể bản in như О = Ѻ, và các hợp tự phổ biến như ѠТ = Ѿ.
Các chữ số Kirin không dựa trên thứ tự chữ cái, mà chịu ảnh hưởng từ hệ chữ số Hy Lạp.
| 1   | 2   | 3   | 4   | 5   | 6   | 7   | 8   | 9     |
| А   | В   | Г   | Д   | Є   | Ѕ   | З   | И   | Ѳ     |
|     |     |     |     |     |     |     |     |       |
| 10  | 20  | 30  | 40  | 50  | 60  | 70  | 80  | 90    |
| І   | К   | Л   | М   | Н   | Ѯ   | Ѻ   | П   | Ч (Ҁ) |
|     |     |     |     |     |     |     |     |       |
| 100 | 200 | 300 | 400 | 500 | 600 | 700 | 800 | 900   |
| Р   | С   | Т   | Ѵ   | Ф   | Х   | Ѱ   | Ѿ   | Ц     |

Bảng chữ cái Kirin cổ rất khó biểu diễn trên máy tính vì có nhiều dạng chữ cái khác với kiểu chữ Kirin hiện đại; trong các bản viết tay, những dạng chữ này và thay đổi theo thời gian. Rất ít phông chữ bao gồm đủ ký tự để tái tạo bảng chữ cái. Theo quy định Unicode, bộ tiêu chuẩn không bao gồm các biến thể hợp tự trong các nguồn thủ bản trừ khi chúng được chứng minh là tuân theo định nghĩa chữ cái của Unicode. Chuẩn Unicode 5.1 được phát hành vào ngày 4 tháng 4 năm 2008 đã cải thiện đáng kể khả năng hỗ trợ của máy tính đối với ngôn ngữ Kirin cổ và ngôn ngữ Slav Giáo hội hiện đại.
| Bảng chữ cái Kirin Slav             | Bảng chữ cái Kirin Slav | Bảng chữ cái Kirin Slav | Bảng chữ cái Kirin Slav | Bảng chữ cái Kirin Slav | Bảng chữ cái Kirin Slav | Bảng chữ cái Kirin Slav | Bảng chữ cái Kirin Slav | Bảng chữ cái Kirin Slav | Bảng chữ cái Kirin Slav | Bảng chữ cái Kirin Slav | Bảng chữ cái Kirin Slav |
| ----------------------------------- | ----------------------- | ----------------------- | ----------------------- | ----------------------- | ----------------------- | ----------------------- | ----------------------- | ----------------------- | ----------------------- | ----------------------- | ----------------------- |
| А а A                               | Б б Be                  | В в Ve                  | Г г Ge (Ghe)            | Ґ ґ Ghe upturn          | Д д De                  | Ђ ђ Dje                 | Ѓ ѓ Gje                 | Е е Ye                  | Ё ë Yo                  | Є є Ukrainian Ye        | Ж ж Zhe                 |
| З з Ze                              | З́ з́ Zje                 | Ѕ ѕ Dze                 | И и I                   | І і Dotted I            | Ї ї Yi                  | Й й Short I             | Ј ј Je                  | К к Ka                  | Л л El                  | Љ љ Lje                 | М м Em                  |
| Н н En                              | Њ њ Nje                 | О о O                   | П п Pe                  | Р р Er                  | С с Es                  | С́ с́ Sje                 | Т т Te                  | Ћ ћ Tshe                | Ќ ќ Kje                 | У у U                   | Ў ў Short U             |
| Ф ф Ef                              | Х х Kha                 | Ц ц Tse                 | Ч ч Che                 | Џ џ Dzhe                | Ш ш Sha                 | Щ щ Sha (Shcha)         | Ъ ъ Yer                 | Ы ы Yery                | Ь ь Yeri                | Э э E                   | Ю ю Yu                  |
| Я я Ya                              |                         |                         |                         |                         |                         |                         |                         |                         |                         |                         |                         |
| Ví dụ một số chữ cái Kirin phi Slav |                         |                         |                         |                         |                         |                         |                         |                         |                         |                         |                         |
| Ӑ ӑ A                               | Ә ә Schwa               | Ӕ ӕ Ae                  | Ғ ғ Ghayn               | Ҕ ҕ Ge                  | Ӻ ӻ Ghay                | Ӷ ӷ Ge                  | Ӂ ӂ Zhe                 | Ӝ ӝ Zhe                 | Ӡ ӡ Abkhazian Dze       | Ҡ ҡ Bashkir Qa          | Ҟ ҟ Ka                  |
| Ӊ ӊ En                              | Ң ң En                  | Ӈ ӈ En                  | Ҥ ҥ En-ghe              | Ө ө Oe                  | Ҩ ҩ O-hook              | Ҏ ҏ E                   | Ҫ ҫ The                 | У̃ у̃ U                   | Ӯ ӯ U                   | Ӱ ӱ U                   | Ӳ ӳ U                   |
| Ү ү Ue                              | Ҳ ҳ Kha                 | Ӽ ӽ Kha                 | Ӿ ӿ Kh                  | Һ һ Shha (He)           | Ҵ ҵ Te Tse              | Ҷ ҷ Che                 | Ӌ ӌ Khakassian Che      | Ҹ ҹ Che                 | Ҽ ҽ Abkhazian Che       | Ҍ ҍ Semisoft sign       | Ӏ ӏ Palochka            |
| Ký tự Kirin sử dụng trong quá khứ   |                         |                         |                         |                         |                         |                         |                         |                         |                         |                         |                         |
| Ꙗ ꙗ A                               | Ѥ ѥ E                   | Ѧ ѧ Yus nhỏ             | Ѫ ѫ Yus lớn             | Ѩ ѩ Yus đảo nhỏ         | Ѭ ѭ Yus đảo lớn         | Ѯ ѯ Ksi                 | Ѱ ѱ Psi                 | Ꙟ ꙟ Yn                  | Ѳ ѳ Fita                | Ѵ ѵ Izhitsa             | Ѷ ѷ Izhitsa okovy       |
| Ҁ ҁ Koppa                           | Ѹ ѹ Uk                  | Ѡ ѡ Omega               | Ѿ ѿ Ot                  | Ѣ ѣ Yat                 |                         |                         |                         |                         |                         |                         |                         |

## Mẫu chữ và kiểu chữ
Sự phát triển của typography Kirin lưu truyền trực tiếp từ giai đoạn trung cổ đến cuối thời kỳ Baroque, không có giai đoạn Phục hưng như ở Tây Âu. Các chữ cái Kirin cuối thời Trung cổ (được phân loại là vyaz ' và vẫn được tìm thấy trên nhiều linh ảnh ngày nay) có xu hướng rất cao và hẹp, với các nét giữa các chữ cái liền kề thường được chia sẻ với nhau.
Sa hoàng Peter Đại đế của Nga đã ép buộc việc sử dụng các mẫu tự phương Tây (vi) vào đầu thế kỷ 18. Theo thời gian, những mẫu tự này phần lớn đã được chấp nhận trong các ngôn ngữ sử dụng chữ viết khác. Do đó, không giống như phần lớn các phông chữ Hy Lạp hiện đại vẫn giữ nguyên bộ nguyên tắc thiết kế riêng cho các chữ cái viết thường (chẳng hạn như vị trí của các serif, hình dạng của các đầu nét và các quy tắc về độ dày của nét, mặc dù các chữ viết hoa của Hy Lạp sử dụng thiết kế theo nguyên tắc Latinh), các phông chữ Kirin hiện đại giống như các phông chữ Latinh hiện đại của cùng một họ phông chữ. Sự phát triển của một số kiểu chữ máy tính Kirin từ kiểu chữ Latinh cũng góp phần vào việc Latinh hóa trực quan kiểu Kirin.

### Dạng chữ thường

Các chữ cái Ge, De, I, I Ngắn, Em, Te, Tse, Be và Ve ở dạng thẳng đứng (in) và chữ thảo (viết tay). (Hàng trên được đặt bằng phông chữ Georgia, hàng dưới là Odessa Script.)

Tiếng Nga, Tiếng Macedonia, Tiếng Serbia In nghiêng chữ thảo

Chữ Kirin viết hoa và viết thường không được phân biệt như kiểu chữ Latinh. Những mẫu tự Kirin thẳng đứng viết thường vốn ở dạng viết hoa nhỏ (với các ngoại lệ: ⟨а⟩, ⟨е⟩, ⟨і⟩, ⟨ј⟩, ⟨р⟩ và ⟨у⟩ được viết theo mẫu tự phương tây viết thường, chữ thường ⟨ф⟩ là thường được thiết kế dưới ảnh hưởng của chữ ⟨p⟩ trong bảng chữ cái Latinh, chữ thường ⟨б⟩, ⟨ђ⟩ và ⟨ћ⟩ là hình thức viết tay truyền thống), tuy nhiên một phông chữ Kirin chất lượng cao sẽ bao gồm ký tự small cap riêng biệt.
Cũng như các phông chữ Latinh, phông chữ Kirin có các loại chữ La Mã và chữ in nghiêng (thực tế là tất cả các phông chữ hiện đại phổ biến đều bao gồm song song các bộ chữ cái Latinh và Kirin, trong đó nhiều ký tự, chữ hoa cũng như chữ thường, được dùng chung cho cả hai). Tuy nhiên, thuật ngữ phông chữ bản địa trong hầu hết các ngôn ngữ Slav (ví dụ, trong tiếng Nga) không sử dụng các từ "La Mã" và "nghiêng" theo nghĩa này. Thay vào đó, danh pháp tuân theo các mẫu đặt tên của Đức:
- Kiểu La Mã được gọi là pryamoy shrift ("loại thẳng đứng") - tương ứng với Normalschrift ("loại thông thường") trong tiếng Đức.
- Kiểu in nghiêng được gọi là kursiv ("chữ thảo") hoặc kursivniy shrift ("kiểu chữ thảo") - từ Kursive trong tiếng Đức, nghĩa là kiểu chữ nghiêng và không phải chữ viết tay.
- Chữ viết tay là rukopisniy shrift ("loại viết tay") - bằng tiếng Đức: Kurrentschrift hoặc Laufschrift, cả hai đều có nghĩa đen là 'kiểu chạy'.
- Một loại phông chữ sans-serif nghiêng nghiêng (về mặt cơ học) là naklonniy shrift ("dốc" hoặc "kiểu nghiêng").
- Một kiểu in đậm được gọi là poluzhirniy shrift ("kiểu nửa đậm"), bởi vì có những hình dạng được tô đậm hoàn toàn đã không còn được sử dụng từ đầu thế kỷ 20.

### Dạng chữ nghiêng và chữ thảo
| Thẳng đứng | а | б | в | г | д | е | ж | з | и | й | к | л | м | н | о | п | р | с | т | у | ф | х | ц | ч | ш | щ | ъ | ы | ь | э | ю | я |
| In nghiêng | а | б | в | г | д | е | ж | з | и | й | к | л | м | н | о | п | р | с | т | у | ф | х | ц | ч | ш | щ | ъ | ы | ь | э | ю | я |

Lưu ý: trong một số phông chữ hoặc phong cách, ⟨д⟩ tức là chữ thường nghiêng của ⟨д⟩ trong bảng chữ cái Kirin có thể trông giống như ⟨g⟩ trong bảng chữ cái Latinh và ⟨т⟩ tức là chữ thường nghiêng của ⟨т⟩ trong bảng chữ cái Kirin có thể trông giống hệt như chữ ⟨T⟩ trong bảng chữ cái Latinh dưới dạng viết hoa nhỏ.
Trong tiếng Serbia Chuẩn, cũng như trong tiếng Macedonian, một số chữ cái in nghiêng và chữ thảo được phép khác biệt để gần giống với các chữ cái viết tay hơn. Các hình dạng thông thường (thẳng đứng) thường được tiêu chuẩn hóa ở dạng viết hoa nhỏ.
| Nga    | а | б | в | г | д | е | ж | з | и | й | к | л | м | н | о | п | р | с | т | у | ф | х | ц | ч | ш | щ | ъ | ы | ь | э | ю | я |
| Serbia | а | б | в | г | д | е | ж | з | и | й | к | л | м | н | о | п | р | с | т | у | ф | х | ц | ч | ш | щ | ъ | ы | ь | э | ю | я |

| Mặc định | а | б | в | г | д | е | ж | з | и | й | к | л | м | н | о | п | р | с | т | у | ф | х | ц | ч | ш | щ | ъ | ь | ю  | я |
| Bulgaria | а | б | в | г | д | е | ж | з | и | й | к | л | м | н | о | п | р | с | т | у | ф | х | ц | ч | ш | щ | ъ | ь | ю  | я |
| Sai      | а | δ | ϐ | ƨ | ɡ | е | ж̍ | ȝ | u | ŭ | k | ʌ | м | н | о | n | р | с | m | у | ɸ | х | u̡ | ч | ɯ | ɯ̡ | ъ | b | lo | я |

## Bảng chữ cái Kirin

Sự phổ biến của Kirin trên toàn thế giới:
Kirin là chữ viết chính thức duy nhất.
Kirin là chữ viết đồng chính thức với một bảng chữ cái khác. Trong trường hợp của Moldova và Georgia, đây là những khu vực ly khai không được chính quyền trung ương công nhận.
Kirin không phải là chữ viết chính thức nhưng vẫn được sử dụng rộng rãi
Kirin không được sử dụng rộng rãi

Kirin là hệ thống chữ viết cơ bản dùng để viết các ngôn ngữ sau:
- Ngôn ngữ Slav: Belarus, Bungari, Macedonia, Nga, Rusyn, Serbo-Croatia (cho tiếng Serbia Chuẩn, Bosnia và Montenegro), Ukraina
- Các ngôn ngữ phi Slav: Abkhaz, Aleut (hiện nay chủ yếu có trong các văn bản nhà thờ), Adygea, Azerbaijan (chỉ tiếng Dagestan), Bashkir, Chuvash, Erzya, Uzbek (chính thức được thay thế bằng chữ viết Latinh, nhưng vẫn được sử dụng rộng rãi), Kazakh (sẽ được thay thế bằng chữ cái Latinh vào năm 2025[26]), Kabardia, Kildin Sami, Komi, Kyrgyz, Đông Can, Mari, Moksha, Mông Cổ (cũng được viết bằng chữ Mông Cổ truyền thống đến năm 2025[27]), Ossetic, Romani (một số phương ngữ), Sakha/Yakut, Tajik, Tatar, Tlingit (giờ chỉ còn trong văn bản nhà thờ), Tuvan, Udmurt, Yuit (Siberian Yupik), và Yupik (ở Alaska).

Chữ Kirin cũng đã được sử dụng cho các ngôn ngữ của Alaska, Slav Châu Âu (ngoại trừ tiếng Tây Slav và một số tiếng Nam Slav), Kavkaz, các ngôn ngữ của Idel-Ural, Siberia và Viễn Đông Nga.

### Tên miền cấp cao nhấtbằng chữ Kirin
- gTLDs
- .мон
- .бг
- .қаз
- .рф
- .срб
- .укр
- .мкд
- .бел

## Tình hình sử dụng chữ Kirin so với các chữ viết khác

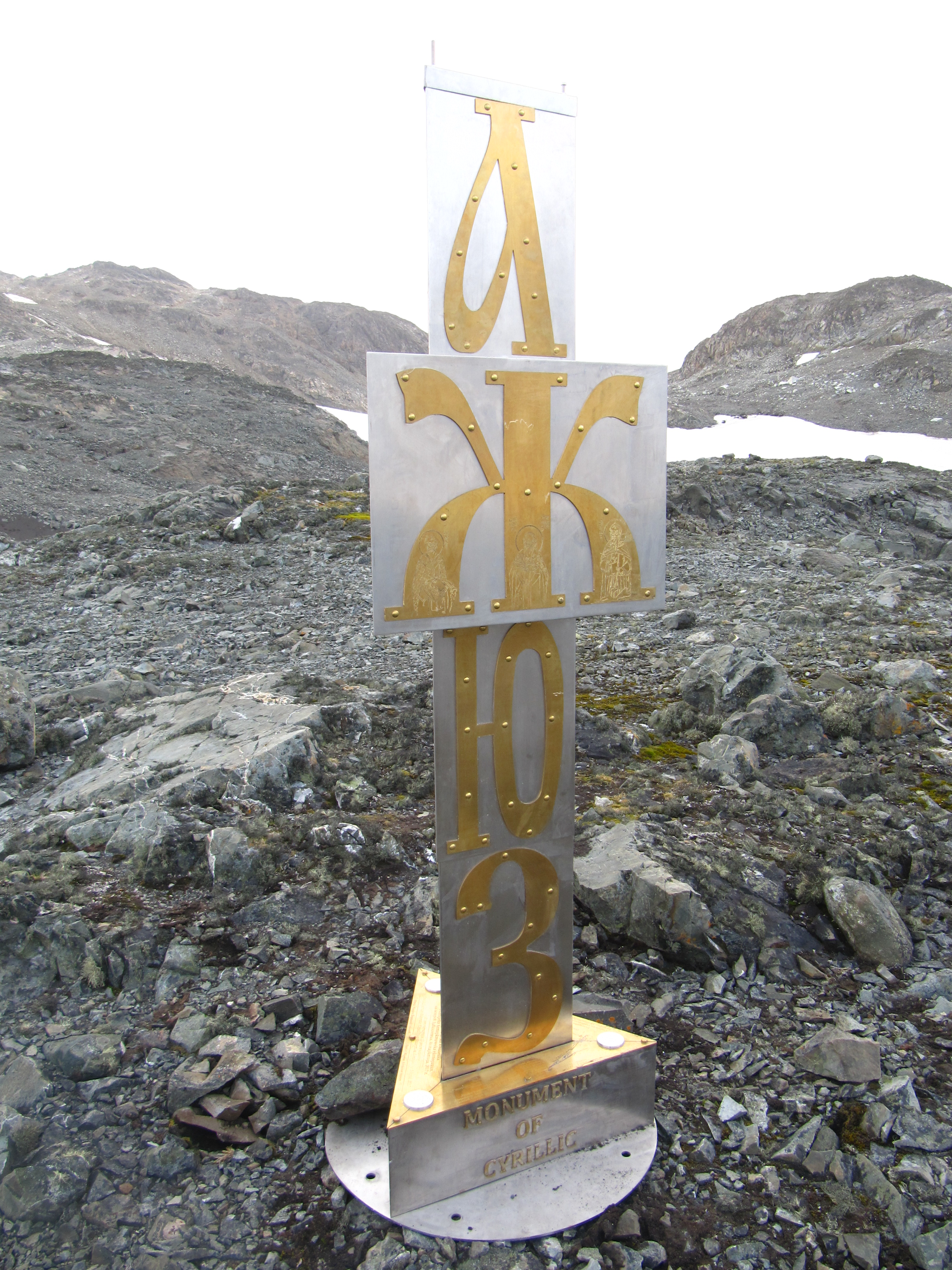
Đài tưởng niệm chữ Kirin tại Nam Cực, gần trạm nghiên cứu Thánh Kliment Ohridski của Bulgaria

### Chữ Latinh
Một số ngôn ngữ như tiếng Azerbaijan, tiếng Uzbek, tiếng Serbia và tiếng România (được sử dụng tại CHXHCN Xô viết Moldavia trước năm 1989 và tại các công quốc Wallachia và Moldavia trong suốt thế kỷ 19) từng sử dụng cả chữ Kirin và chữ Latinh. Sau sự kiện Liên bang Xô viết tan rã vào năm 1991, một số quốc gia sau khi ly khai khỏi Liên Xô đã chuyển sang sử dụng chữ Latinh cách chính thức. Quá trình chuyển tiếp sang chữ Latinh tại các nước Moldova (ngoại trừ tại quốc gia ly khai Transnistria), Turkmenistan và Azerbaijan đã hoàn thành. Uzbekistan hiện vẫn còn sử dụng cả 2 hệ chữ, còn Kazakhstan thì đã chính thức bước vào quá trình chuyển tiếp từ chữ Kirin sang chữ Latinh (dự trù sẽ hoàn thành vào năm 2025).